# 严可仕
严可仕（1963年6月—），男，汉族，福建福州人，中华人民共和国政治人物，现任中国民主促进会中央委员会常务委员、福建省委员会主任委员，福州市人民政府副市长，福建省人大常委会副主任，第十三届全国政协委员。
2023年1月13日，当选福建省政协副主席。